# Megachile gigas
Megachile gigas är en biart som beskrevs av Carlos Schrottky 1908. Megachile gigas ingår i släktet tapetserarbin, och familjen buksamlarbin. Inga underarter finns listade i Catalogue of Life.